# Crinum minimum
Crinum minimum är en amaryllisväxtart som beskrevs av Milne-redh.. Crinum minimum ingår i släktet Crinum, och familjen amaryllisväxter. Inga underarter finns listade i Catalogue of Life.